# 平実世
平 実世（たいら の さねよ）は、平安時代前期の貴族。初名は実世王。桓武天皇の第十二皇子、大宰帥・仲野親王の子。官位は従四位上・山城権守。

## 経歴
従四位下に直叙された後、元慶元年（877年）陽成天皇の即位と斎内親王の卜定を伝達するために伊勢大神宮へ派遣されている。翌元慶2年（878年）大学頭に任ぜられる。摂津守を経て、元慶6年（882年）には子の景行・秋雪・申如・廉住らと共に平朝臣姓を賜姓されて臣籍降下する。まもなく山城権守に遷り、元慶7年（883年）には従四位上に至っている。

## 官歴
『日本三代実録』による。
- 時期不詳：従四位下
- 元慶元年（877年） 2月23日：見散位
- 元慶2年（878年） 8月14日：大学頭
- 時期不詳：摂津守
- 元慶6年（882年） 6月25日：臣籍降下（平朝臣姓）
- 時期不詳：山城権守
- 元慶7年（883年） 正月7日：従四位上

## 系譜
- 父：仲野親王[1]
- 母：不詳
- 生母不明の子女
  - 男子：平景行[1]
  - 男子：平秋雪[1]
  - 男子：平申如[1]
  - 男子：平廉住[1]
  - 女子：[1]